# 林晏如
林晏如（英語：Linn Yann，1962年11月23日—1999年8月31日），原名林青儀，台北縣三峽鎮（今新北市三峽區）人，臺灣台語流行音樂女歌手，由葉佳修正式帶入演藝圈，因出生以糕餅業著名的三峽，加上甜美清秀的外型，因此有「糕餅西施」的稱呼。

## 演藝生涯
林晏如從小就非常喜歡唱歌，高中時曾經與幾個志同道合的知己一起組團，並且大家希望可以藉此看可否出道，但因為其他人家庭因素，眾人不得不放棄這個夢想。不過，卻沒有抹滅林晏如想要當歌手的夢想。因此出道前曾經先去算命仙算藝名，在1992年的第一張專輯以諧音「你會紅」的「林慧虹」的名字發行《黃昏的所在》專輯正式出道。因專輯大多以舊曲翻唱，雖然歌喉受到肯定，且也受邀許多大大小小節目，但因為沒有明顯的代表作，因而銷售平平。不過豬哥亮在此時發現這個愛唱歌的女生，歌韻非常好，開玩笑也可以且不失儀態，因此很多歌廳秀的表演請林晏如當來賓表演。
爾後遇到葉佳修，認為林晏如的歌喉很有韻味猶如流水般，剛好因為1991年底，陳啟禮正計畫在中國長沙的月亮島開發娛樂中心，於是請葉佳修寫了歌曲《月娘島有我在等你》作為宣傳，之後請林晏如演唱，藉此讓林晏如加入上峰唱片。
因為為了要幫助「林慧虹」真的大紅，於是親自改名為「林晏如」，認為符合林晏如的氣質與歌唱技巧的婉約。其後《月娘島有我在等你》便收錄於1993年1月《疼惜我的吻》專輯。此專輯主打歌《疼惜我的吻》是葉佳修親自為作詞譜曲，替林晏如量身打造的歌曲。不過，此專輯全數錄音完成之後，在製作過程中發生一件事情，因為當時葉佳修已經是台灣歌壇著名的製作總監，不管國語還是當時剛剛正式起步的台語市場，葉佳修一直都擁有非常高的知名度，因此上峰唱片要求葉佳修與林晏如對唱，甚至因為曲目排序幾次確認後，決定將《疼惜我的吻》對唱版放在第一首，獨唱版放在最後一首。台灣在當時卡拉OK、伴唱帶盛行的年代，這首《疼惜我的吻》對唱版不僅僅推出即受歡迎，甚至成就許多情侶對唱後接吻的衝動，成功打響林晏如的知名度。另外《想你到天光》亦是兩人對唱歌曲，而《機場》以台語為翻唱薛岳《機場》的版本，編曲較為輕快一點。同時，林晏如也開始分別受邀到台灣老三台的節目上獻唱、打歌。
為了趁勝追擊，又加上葉佳修創作鬼才的頭腦，《走味的咖啡》不僅僅歌詞動人，副歌的轉音難度林晏如卻能夠處理如流水般的自在，利用其歌唱優勢，在1994年發行專輯《走味的咖啡》，讓林晏如成功成為炙手可熱的星星，且《走味的咖啡》至今都仍是台語經典不衰歌曲，就此在台灣流行歌曲中奠定根基;《我是你愛過》是此專輯第二主打。
隔年，與歌林唱片簽約，與不同的音樂製作人合作嘗試新的唱腔方式推出《Call In你的心》專輯。整張專輯更特別找音樂神童翁清溪擔任整張專輯的編曲顧問，主打歌《Call In你的心》因為英文call in的讀音咬字，林晏如特別唱得很有感情迷人，也因為一般電台都會用Call in的唸法讓聽眾打進電台點歌等等，所以識別度非常高，電台點播率也因此非常高;《找沒愛情的名》為當年華視連續劇《鳳冠情》主題曲。
1996年8月發行《愛抹落心》專輯，其同名歌曲也作為中視連續劇《我愛玉花》主題曲，在這張專輯特別標記林晏如是三峽在地的糕餅西施;《酒啊！》是此張專輯第二主打歌; 歌林唱片非常重視林晏如，此張專輯特別找蕭青陽做平面設計，此張專輯特別收錄《愛抹落心》、《酒啊！》此兩首卡拉OK版本。同年年尾上峰唱片推出《林晏如成名典藏精選輯白金珍藏版》，將《疼惜我的吻》和《走味的咖啡》兩張專輯以精選輯之名合併再次銷售，熱銷程度隔年年初再版。
1997年歌林唱片高層發現林晏如似乎跟月亮、夏天與秋天等有一些關聯性，尤其《Call In你的心》、《愛抹落心》都是炎夏出專輯，因此選擇9月16日當天也是中秋節來發行新專輯《真情流露》。因為特別重視，這張專輯除了找回葉佳修幫忙製作之餘，更找來台語流行音樂教父紀明陽與陳玉立製作。《等你腳步聲》為當時中視連續劇《大姐當家》片尾曲，《大姐當家》播畢當日，孫翠鳳表示很喜歡此歌，還清唱兩句。《有情的人愛著無緣的人》為第二主打，電台點播率非常高。《壁角的淺拖》是林晏如以很俏皮的方式呈現，當時電台意外播放，結果意外聽眾詢問度極高。同年，電影《英雄向後轉》裡，林晏如和鍾漢良演出姊弟，是林晏如第一次演電影。林晏如是龍祥影業在臺語女歌手中尋尋覓覓多時，好不容易才敲定的，也因為這個機緣認識吳宗憲成為好友。

## 癌症侵襲
1998年，林晏如因頸椎發現有突起物，且前陣子以深覺容易疲累痠痛，因此到醫院做檢查得知自己已是罹患乳癌。因為很明顯發現是轉移，醫院建議林晏如直接先做化療控制病情，不過林晏如擔心化療副作用的痛苦與掉髮，只有利用中藥診治卻沒有西醫追蹤，以致耽誤到病情。
數個月後，在1999年初，因為發現呼吸困難會喘而住進林口長庚醫院，卻因為轉移速度快，住院時才發現癌細胞已經侵入到骨頭與肺部，因而肺積水，所以後期只能側躺來減緩呼吸不順與胸悶的狀況。
在住院期間，楊登魁為了幫林晏如籌募醫藥費用，結合演藝圈多位藝人，計畫錄製了國語華語合輯及臺語合輯，而且鼓勵林晏如繼續接受治療，相信希望。林晏如主動面對傳媒躺在病床插鼻胃管開記者會，表示將會積極面對治療。看見眾藝人送禮物與鼓勵的話語時感動哭泣。不過專輯還來不及發行，1999年8月31日晚上9點10分，林晏如病逝於林口長庚醫院，享年36歲。其親友公開說林晏如遺願，希望請楊登魁與蔡振南共同處理唱片的事宜，並且設立治喪委員會。
其後，在同年9月發行《給女人多愛一點讓台灣的女性嘸免驚》專輯，其中收錄林晏如在病榻前的最後錄音，當時希望可以戰勝癌症並且可以開演唱會。國語歌曲《多愛一點》由周傳雄作詞譜曲，在吳宗憲的號召下，有上華唱片、博德曼等唱片公司的歌手加入錄音的行列。臺語歌曲《不免驚》由蔡振南創作，包括江蕙、白冰冰、王識賢、楊宗憲、龍千玉、羅時豐、蔡小虎、孫協志都加入合唱陣容。除了這兩首歌曲，專輯中收錄其他林晏如歌曲，作為紀念林晏如一生代表作的整理，讓粉絲們回味與懷念。

## 誤會冰釋
林晏如跟蔡小虎曾有一段情，兩人一直是「友達以上，戀人未滿」的狀態。不過，在林晏如生病之前，因為一句被媒體曲解「怕蛇的男生我不會喜歡。」而產生誤會，讓兩個原本很好的人，從此不聯絡，甚至林晏如多次打電話給蔡小虎做解釋，但對方當時都不願意接聽電話。一直到很後期才從朋友得知林晏如重病的消息，蔡小虎才趕緊從日本回來台灣。在病榻前，林晏如因為不適感而只能側躺，掉著眼淚聽著談開當時心結做和解。沒過幾日，林晏如即撒手人寰。
爾後蔡小虎有一首歌，是由張燕清譜曲作詞的歌曲《一生只有妳》，傳聞甫看到歌詞的蔡小虎便泣不成聲，爾後發行後對媒體說只是單純的作品，後來在2017年節目與媒體上鬆口承認這首歌曲真的是來懷念林晏如，因為至今回想都還是很難過的事情，所以之前都不做正面回覆。

## 個人專輯
| 發行日期                | 專輯名稱                       | 曲目 |
| ----------------------- | ------------------------------ | --- |
| 1992年                  | 《黃昏的所在》 長虹唱片發行    | 曲目 1. 黃昏的所在(臺視〈鄉土情〉節目插曲) 2. 無情的男兒 3. 真情來對待 4. 新娘悲歌 5. 港都戀歌 6. 台北迎城隍 7. 落雨暝 8. 思情戀歌 9. 夢中人 10. 漂浪之女 11. 行船曲 12. 望你早歸             |
| 1993年                  | 《疼惜我的吻》 上峰唱片發行    | 曲目 1. 疼惜我的吻(對唱版) 2. 想你到天光 3. 機場 4. 傷心的日記 5. 為你反悔 6. 夢中也好 7. 月娘島有我在等你 8. 想想想想想 9. 走入你的夢 10. 註定為你等待 11. 愛你是我所有的言語 12. 疼惜我的吻 |
| 1994年                  | 《走味的咖啡》 上峰唱片發行    | 曲目 1. 走味的咖啡 2. 我是你愛過 3. 癡情的人傷心的影 4. 心只有一個 5. 阮無怨恨 6. 愛阮攏是假 7. 等君入夢中 8. 我未曉想 9. 只有你會當排解 10. 傷心的我 11. 你咁有影卡好 12. 愛情的港都         |
| 1995年6月               | 《Call In你的心》 歌林唱片發行 | 曲目 1. Call In你的心 2. 蝴蝶黏著花 3. 找沒愛情的名 4. 偷拿我的心 5. 眠夢的婚紗 6. 玻璃花 7. 流浪天涯 8. 十年情十年夢 9. 越來越愛你 10. 愛你袂反悔                                            |
| 1996年8月               | 《愛抹落心》 歌林唱片發行      | 曲目 1. 愛抹落心 2. 酒啊 3. 變臉的愛人 4. 跟你行到底 5. 最愛的人 6. 探戈之歌 7. 愛你唔知民國幾年 8. 隨人保重 9. 感情的世界 10. 等愛的歌 11. 愛抹落心(卡拉Ok版) 12. 酒啊(卡拉Ok版)             |
| 1997年9月16日(中秋佳節) | 《真情流露》 歌林唱片發行      | 曲目 1. 有情的人愛著無緣的人 2. 等你腳步聲 3. 壁角的淺拖 4. 金色誓盟 5. 今世無緣望來生 6. 失戀地 7. 戀戀風塵 8. 心未醒 9. 痴情男孩 10. 情的溫度                                               |

## 影視作品
- 1997年 電影《英雄向後轉》
- 1998年 民視 台灣作家劇場 - 春雨 飾 阿貞
- 1999年 台視《台灣廖添丁》飾演 鶯鶯

## 備註
1. ↑  蔡小虎年輕時與林晏如同台演唱結緣，有次他上張菲的節目被一隻蛇給嚇到，事後卻在電視上看到林晏如說：「怕蛇的男生我不會喜歡。」引發兩人心結、漸行漸遠，直到林晏如乳癌末期之後才又重新連繫。